# Алемани, Джозеф Сэдок
Джозеф Сэдок Алемани (англ. Joseph Sadoc Alemany), он же Хосеп Садок Алемани-и-Кониль (кат. Josep Sadoc Alemany i Conill; 3 июля 1814, Вик, королевство Испания — 14 апреля 1888, Валенсия, королевство Испания) —  прелат Римско-католической церкви, член Ордена Проповедников (O.P.), миссионер, 2-й епископ Монтерея, 1-й архиепископ Сан-Франциско, на покое 1-й титулярный архиепископ Пелузия.
Джозеф Сэдок Алемани является автором «Жизни святого Доминика» (англ. The Life of St. Dominick). В Сан-Франциско его именем были названы бульвар, библиотека и школа.

## Биография
Хосеп Садок Алемани-и-Кониль родился в городе Вик, в Каталонии 3 июля 1814 года. В 1830 году стал членом Ордена проповедников, или доминиканцев. В следующем году принёс вечные монашеские обеты. 11 марта 1837 года был рукоположен в сан священника. Во время обучения в Риме получил аудиенцию у папы Григория XVI. В 1840 году завершил образование со степенью лектора теологии в коллегии святого Фомы в Риме, современного Ангеликума — Папского университета святого Фомы Аквинского.
В том же году был отправлен руководством своего ордена на миссию в США. В течение следующих восьми лет, занимался миссионерской деятельностью на востоке и юге страны. Натурализовался, стал гражданином США и изменил имя на Джозефа Сэдока Алемани. В 1848 году был назначен настоятелем провинции Ордена проповедников во имя святого Иосифа.
Он был вызван в Рим, где 11 июня 1850 году встретился с кардиналом Джакомо Франдзони, который сообщил ему о назначении епископом Монтерея в Калифорнии. Джозеф Сэдок Алемани отказался принимать назначение, так, как считал себя недостойным его. На частной аудиенции 16 июня того же года папа Пий IX настоял на том, чтобы прелат принял своё назначение. Епископскую хиротонию 30 июня 1850 года в Риме возглавил кардинал Джакомо Франдзони. Джозеф Сэдок Алемани стал первым американским католическим епископом в Калифорнии.
Перед отъездом из Европы, монсеньор принял решение основать общину монахинь, которые должны были бы заниматься образованием детей на территории его епархии. Он посетил различные монастыри доминиканок, ища среди монахинь-волонтёров. В Париже, в монастыре Креста, епископ познакомился с новицией Марией Креста (Жоэмаэр), родом из Бельгии. Вскоре он отплыл с ней и монахом-доминиканцем Фрэнсисом Сэдоком Виларраса в США. 6 декабря 1850 году они прибыли в Сан-Франциско. Позднее, в Монтерее монсеньор основал общину, которая положила начало Конгрегации сестёр доминиканок святого Рафаэля.
29 июля 1853 года папа Пий IX назначил его на новую кафедру Сан-Франциско. Джозеф Сэдок Алемани стал первым архиепископом Сан-Франциско. На территории многонационального диоцеза, население которого увеличилось во время Калифорнийской золотой лихорадки, им были созданы приходы для итальянцев, ирландцев, французов, немецев и мексиканцев. Монсеньор способствовал развитию монашеских институтов в своей епархии. При нём иезуиты основали университеты святого Франциска и святой Клары, лассалианцы — епархиальное училище Пресвятой Девы Марии, сёстры Богоматери из Намюра — университет святого Иосифа, сёстры Святых Имён Иисуса и Марии — университет Святых Имён в Окленде. В 1851 году Джозеф Сэдок Алемани и Фрэнсис Сэдок Виларроса основали провинцию Ордена проповедников во имя Святейшего Имени и Конгрегацию сестёр доминиканок святого Рафаэля, в 1876 году — Конгрегацию доминиканских сестёр на миссии святого Иосифа.
Как епископ Монтерея, 19 февраля 1853 года обратился к Комиссии общественных земель о возвращении всех бывших земель миссий в Калифорнии. Сфера его юрисдикции в епархии Монтерей первоначально охватывала всю территорию бывшей мексиканской провинции Верхняя Калифорния, а в митрополии Сан-Франциско — весь штат Калифорния к северу от залива Монтерей, а также территории, которые впоследствии стали штатами Невада и Юта. Желая вернуться к миссионерской работе, монсеньор попросил епископа-помощника. В 1883 году епископ Патрик Уильям Риордан был назначен папой Львом XIII коадъютором. В 1884 году он занял место архиепископа, после того, как Джозеф Сэдок Алемани ушёл на покой.
После отставки, в мае 1885 года монсеньор покинул Сан-Франциско. Он прибыл в Нью-Йорк, где был представлен генералу-католику Уильяму Роузкрансу и президенту Гроверу Кливленду. В Риме был принят папой Львом XIII и назначен титулярным архиепископом Пелусия. Джозеф Сэдок Алемани вернулся в Испанское королевство. Он умер в Валенсии 14 апреля 1888 года и был похоронен в церкви святого Доминика в родном городе Вик. В 1965 году его останки привезли в Сан-Франциско, и, после поминальной службы в старом соборе Непорочного Зачатия Девы Марии, похоронили в архиерейской усыпальнице на Свято-Крестовском кладбище в Колме, в штате Калифорния.